# Ouessant
Ouessant (en bretón: Eusa) es una isla y comuna francesa situada a 20 km al oeste de la costa de la región de Bretaña, que depende administrativamente del departamento de Finisterre.

## Generalidades
La isla apenas tiene 1000 habitantes, una superficie de 15,58 km² y una densidad de 59,8 hab./km². Su punto más elevado se encuentra a 61 m. Forma junto a otras 14 islas o archipiélagos del litoral atlántico la asociación de las Îles du Ponant.

## Geografía
Es la séptima isla más grande de Francia. Mide 8 km de largo por 4 km de ancho. Es la tierra habitada más occidental de Francia metropolitana.
Tiene forma de pinza de cangrejo, pues al oeste la isla se divide en dos puntas: la punta de Pern y la punta de Feuntenvelen, alrededor de la bahía de Lampaul. El único lugar accesible por mar es la bahía del Stiff.
La isla está separada del archipiélago de Molène por el estrecho de Fromveur, que presenta rápidas corrientes marinas pudiendo llegar hasta 10 nudos de velocidad y 60 m de profundidad. Está rodeado de varias islas, como el islote de Keller al norte.
Ouessant marca tradicionalmente la entrada sur del canal de la Mancha.

### Clima
| Parámetros climáticos promedio de Ouessant (1981–2010) | Parámetros climáticos promedio de Ouessant (1981–2010) | Parámetros climáticos promedio de Ouessant (1981–2010) | Parámetros climáticos promedio de Ouessant (1981–2010) | Parámetros climáticos promedio de Ouessant (1981–2010) | Parámetros climáticos promedio de Ouessant (1981–2010) | Parámetros climáticos promedio de Ouessant (1981–2010) | Parámetros climáticos promedio de Ouessant (1981–2010) | Parámetros climáticos promedio de Ouessant (1981–2010) | Parámetros climáticos promedio de Ouessant (1981–2010) | Parámetros climáticos promedio de Ouessant (1981–2010) | Parámetros climáticos promedio de Ouessant (1981–2010) | Parámetros climáticos promedio de Ouessant (1981–2010) | Parámetros climáticos promedio de Ouessant (1981–2010) |
| Mes                                                    | Ene.                                                   | Feb.                                                   | Mar.                                                   | Abr.                                                   | May.                                                   | Jun.                                                   | Jul.                                                   | Ago.                                                   | Sep.                                                   | Oct.                                                   | Nov.                                                   | Dic.                                                   | Anual                                                  |
| ------------------------------------------------------ | ------------------------------------------------------ | ------------------------------------------------------ | ------------------------------------------------------ | ------------------------------------------------------ | ------------------------------------------------------ | ------------------------------------------------------ | ------------------------------------------------------ | ------------------------------------------------------ | ------------------------------------------------------ | ------------------------------------------------------ | ------------------------------------------------------ | ------------------------------------------------------ | ------------------------------------------------------ |
| Temp. máx. abs. (°C)                                   | 15.1                                                   | 16.6                                                   | 18.4                                                   | 22.5                                                   | 24.1                                                   | 27.7                                                   | 28.2                                                   | 29.3                                                   | 26.2                                                   | 24.3                                                   | 18.1                                                   | 16.0                                                   | 29.3                                                   |
| Temp. máx. media (°C)                                  | 10.1                                                   | 10.4                                                   | 11.5                                                   | 12.9                                                   | 15.0                                                   | 17.5                                                   | 19.1                                                   | 19.6                                                   | 18.2                                                   | 15.9                                                   | 12.9                                                   | 10.7                                                   | 14.5                                                   |
| Temp. media (°C)                                       | 8.3                                                    | 8.4                                                    | 9.4                                                    | 10.5                                                   | 12.6                                                   | 14.9                                                   | 16.4                                                   | 16.8                                                   | 15.7                                                   | 13.8                                                   | 11.0                                                   | 8.8                                                    | 12.2                                                   |
| Temp. mín. media (°C)                                  | 6.5                                                    | 6.4                                                    | 7.2                                                    | 8.1                                                    | 10.1                                                   | 12.2                                                   | 13.6                                                   | 14.0                                                   | 13.1                                                   | 11.7                                                   | 9.2                                                    | 7.0                                                    | 9.9                                                    |
| Temp. mín. abs. (°C)                                   | -2.5                                                   | -3.3                                                   | -0.8                                                   | 1.9                                                    | 3.8                                                    | 8.0                                                    | 9.8                                                    | 10.5                                                   | 8.3                                                    | 5.3                                                    | 2.8                                                    | -0.2                                                   | -3.3                                                   |
| Precipitación total (mm)                               | 91.2                                                   | 70.1                                                   | 55.1                                                   | 63.5                                                   | 57.6                                                   | 43.6                                                   | 53.1                                                   | 56.7                                                   | 54.8                                                   | 79.2                                                   | 100.1                                                  | 94.0                                                   | 819                                                    |
| Días de precipitaciones (≥ 1 mm)                       | 15.5                                                   | 11.7                                                   | 11.8                                                   | 11.1                                                   | 9.1                                                    | 8.1                                                    | 8.5                                                    | 8.9                                                    | 9.0                                                    | 13.2                                                   | 16.7                                                   | 15.5                                                   | 139.1                                                  |
| Días de nevadas (≥ 1 mm)                               | 1.2                                                    | 1.6                                                    | 0.4                                                    | 0.1                                                    | 0                                                      | 0                                                      | 0                                                      | 0                                                      | 0                                                      | 0                                                      | 0.1                                                    | 0.9                                                    | 4.3                                                    |
| Fuente: Météo-France                                   |                                                        |                                                        |                                                        |                                                        |                                                        |                                                        |                                                        |                                                        |                                                        |                                                        |                                                        |                                                        |                                                        |

## Demografía
| 1938 | 1814 | 1450 | 1221 | 1062 | 932 | 859 | 871 | 835 |
| Para los censos de 1962 a 1999 la población legal corresponde a la población sin duplicidades (Fuente: INSEE [Consultar]) |      |      |      |      |     |     |     |     |

## Economía y cultura
Se practica la agricultura y el turismo. No existe ningún puerto natural protegido que posibilite la pesca como actividad económica.
Sus habitantes, así como los de otras islas y poblaciones de la costa de Bretaña, son famosos desde hace siglos por su voluntarismo y capacidad en el socorro de náufragos, habiendo recibido premios por ello. Casi no pagan impuestos.
En Ouessant existen dos museos, el Ecomuseo de Ouessant (el primero que se creó en Francia, donde se exponen diversos elementos de la vida tradicional) y el Museo de Faros y Balizas (que recrea la historia de la señalización marítima).
Un rito característico de Ouessant en el pasado era la proella o broella (bretón bro, "país", y elez, "repatriación"), ceremonia fúnebre dedicada a los marinos de Ouessant que perecían en el mar y cuyos cuerpos no eran jamás encontrados. Dado que el fallecido no podía ser inhumado, su cadáver se sustituía por una cruz blanca (gracias a la cual el difunto "regresaba a casa" simbólicamente) que era llevada en procesión a la iglesia. Tras el oficio religioso, la proella (el nombre alude tanto a la ceremonia como a la cruz) se introducía en una urna de madera y conducida al cementerio de Lampaul, donde finalmente reposaba en un monumento especial, que puede verse aún hoy. Esta práctica religiosa perduró hasta fecha tan reciente como 1962.
En el disco Finisterres, del guitarrista de rock celta Dan Ar Braz, aparece una canción que alude a este ritual, titulada precisamente La Broella.

## Historia

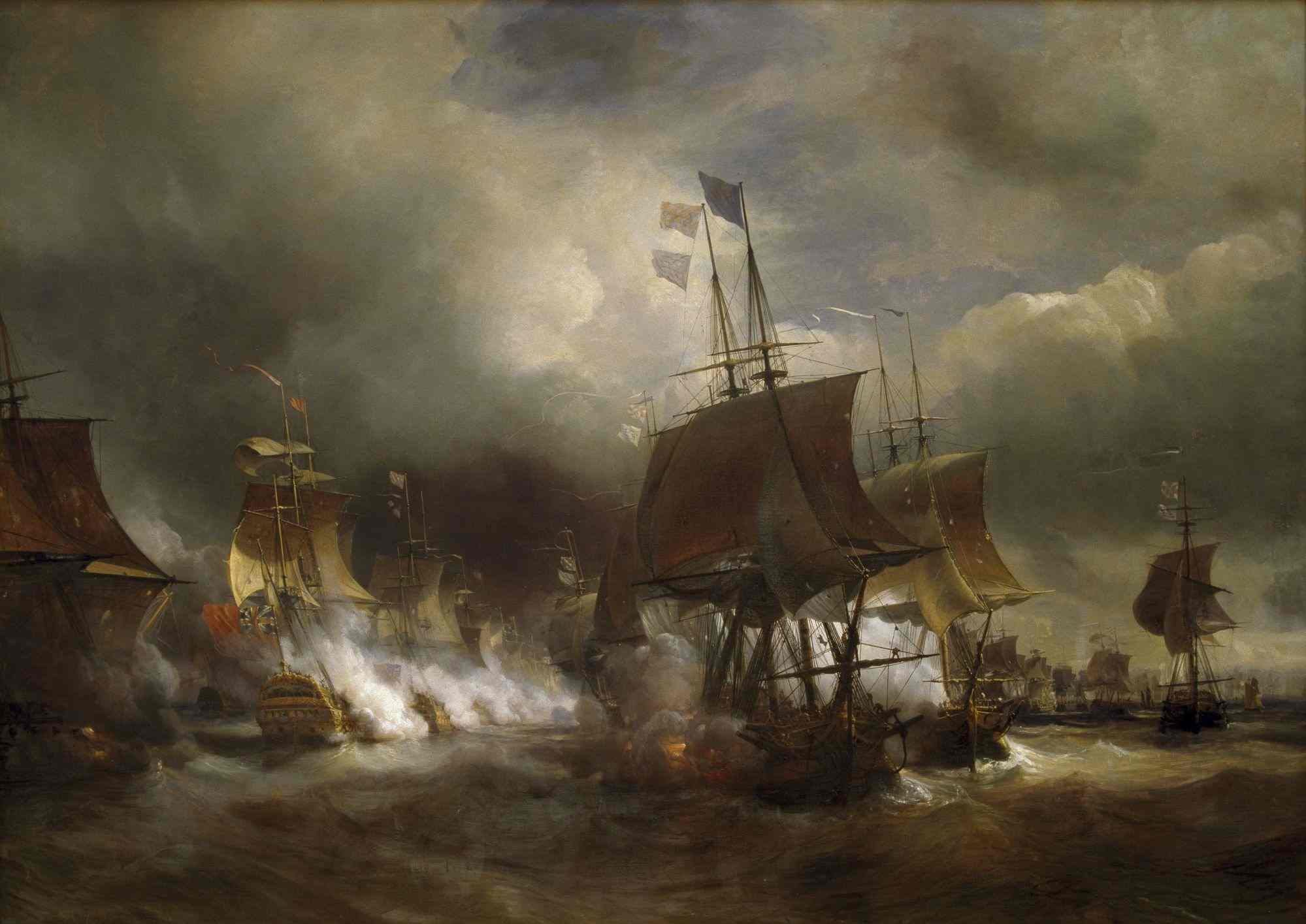
Imagen de la Primera batalla de Ushant

En tiempos prehistóricos Ouessant no era una isla. Se separó del continente después de la última glaciación. Los vestigios de ocupación humana más arcaicos se remontan a 1500 a. C. La isla era una referencia para los marinos de la Antigüedad (cartagineses, griegos y romanos) dedicados al comercio de estaño. El griego Estrabón le dio el nombre de Oυξισαμη y el romano Plinio el Viejo, el de Axanta.
Las costas escarpadas, que dificultaban sobremanera el acceso a Ouessant, propiciaron su aislamiento, creando así una sociedad autárquica. La agricultura era su principal medio de subsistencia. Muchos hombres de la isla fueron enrolados en la Marina Real del Antiguo Régimen y enviados a largas misiones, de las que una parte no regresó jamás. Más tarde, el desarrollo de líneas comerciales favoreció la incorporación de los habitantes de Ouessant a la marina mercante. Con la mayoría de sus hombres fuera de la isla, la población local quedó integrada casi exclusivamente por mujeres, además de niños y ancianos. Ouessant era conocida por ello como "la isla de las mujeres".
En 1778 tuvo lugar cerca de la isla la Primera batalla de Ushant lidiada entre la flota británica de Augustus Keppel, de 30 naves, y la francesa del almirante conde Orvilliers, de 32 navíos de línea. La batalla, de apenas una hora, fue un empate, con ventaja táctica de Orvilliers, que demostró que la nueva táctica francesa de atacar y huir, usada en la batalla, era mejor que la anticuada formación en línea usada por Keppel, que por aquel humillante empate fue sometido a consejo de guerra. 
En 1880 entró en servicio el primer barco de vapor que unía regularmente Ouessant y el continente (cuando las condiciones meteorológicas lo permitían), mejorando los vínculos entre ambos y contribuyendo al desarrollo de la isla. En la segunda mitad del siglo XIX se crea una escuela, un pequeño puerto y una iglesia (que sustituye a las numerosas capillas antiguas). También se acomete el balizaje (señalización) de sus peligrosas costas y se instalan numerosos faros. La isla se electrificó en 1953.

## Atracciones
Forma parte del parque natural Regional de Armórica. Presenta gran variedad de pájaros, algunos en peligro de extinción, y una poblada colonia de conejos. A causa de sus vientos no existen bosques sobre la isla.
Existen varios faros sobre la isla: el faro de Stiff; el faro de Créac'h, uno de los más potentes del mundo; los faros de la Jument, de Kéréon y de Nividic; y la torre de control marítimo de la zona, dotada con los últimos avances tecnológicos.